# Кара Фатима-ханум
Кара Фатима-ханум (тур. Kara Fatima Khanum) — женщина-вождь курдского племени из Мараша (нынешний город Кахраманмараш на юго-востоке Турции). Годы её жизни пришлись на XIX век, хотя её точные даты указать затруднительно. Кара Фатима-ханум лично командовала курдским подразделением в Крымской войне, тем самым стремясь доказать свою верность Османской империи после заключения в тюрьму её мужа, вождя племени, вступившему в конфликт с турецкими властями.
По словам краеведа Джезми Юртсевера, изучавшего историю района Кахраманмараш-Адана, имя Кара Фатма служило прозвищем Асие-ханым (1820—1865) из Андырына, сражавшейся во время Крымской войны.
Кара Фатима-ханум заняла видное место в выпуске «Иллюстрированных лондонских новостей» от 22 апреля 1854 года, где её прибытию с большой свитой всадников из её племени в Стамбул была посвящена длинная статья и иллюстрация на всю страницу газеты. Автор этой статьи следующим образом описал её:
Королева или пророчица… поскольку она наделена сверхъестественными качествами… Это миниатюрная брюнетка лет шестидесяти, которая совсем не похожа на амазонку, хотя носит то, что обычно предназначено для мужской одежды, и восседает на коне подобно своим воинам. Её сопровождают две рабыни, также в мужской одежде. Её перевезли через Босфор с отборной группой сопровождающих её воинов в своего рода казарму в Стамбуле.
Фатима-ханум прибыла в Константинополь в начале Крымской войны со свитой из 300 всадников, «чтобы просить аудиенции у падишаха, где хотела продемонстрировать ему свою поддержку и предложить помощь». Один из немецких очевидцев этого прибытия описал Кару Фатиму-ханум как «мужеподобную». Однако точная дата этого её появления в Стамбуле не определена, и исследователь Майкл Гюнтер даже предположил, что она могла участвовать в Русско-турецкой войне 1877—1878 годов.
В 1887 году в газете Chicago Tribune Кара Фатима-ханум была охарактеризована как «грозная женщина-воительница из Курдистана». Кроме того, автор статьи отмечал, что правительство Османской империи ежемесячно выплачивает ей довольствие, и описал её как «высокую, худую, со смуглым ястребиным лицом; её щеки цвета пергамента, а лицо испещрено шрамами. В национальной мужской одежде она похожа на мужчину лет 40, а не на женщину, которой за 75».